# Drago Stipac
Drago Stipac (ur. 25 lipca 1920 w Busovačy, zm. 5 lutego 1995 w Zagrzebiu) – chorwacki i jugosłowiański polityk oraz leśnik.

## Życiorys
W 1943 roku ukończył studia Wydział Leśnictwa (chorw. Fakultet šumarstva) na Uniwersytecie w Zagrzebiu. W czasach studenckich był sekretarzem uniwersyteckiej organizacji Chorwackiej Partii Chłopskiej (HSS).
W trakcie II wojny światowej pracował w Sarajewie w ministerstwie leśnictwa. Jako leśnik pracował także w Busovačy, Jajcach, Prozorze i Zenicy. Następnie w Zagrzebiu był dyrektorem handlowym. Za swoją działalność polityczną był pozbawiany wolności zarówno w Niepodległym Państwie Chorwackim, jak i Socjalistycznej Federacyjnej Republice Jugosławii.
Uważa się, że odegrał znaczącą rolę w przemianach systemu politycznego lat 90. XX wieku. W 1991 roku został prezesem HSS (w 1994 roku prezesem honorowym). Za jego rządów w 1992 i 1993 roku partia odniosła sukcesy wyborcze. Był również prezesem organizacji Hrvatsko društvo političkih zatvorenika, skupiającej ofiary politycznych represji.